# Argenbach (Kocher)
Der Argenbach ist ein Bach im baden-württembergischen Ostalbkreis im Gemeindegebiet von Eschach und länger in der Teilgemarkung Untergröningen der Gemeinde Abtsgmünd. Nach etwa 21⁄2 km langem Lauf meist in Richtung Nordosten mündet er am westlichen Ortsrand von Untergröningen von links in den oberen (!) Kocher.

## Geographie

### Verlauf
Der Argenbach läuft fast den gesamten linken Hang des Kochertales bei Untergröningen hinab. Er entspringt auf dem Gebiet der Gemeinde Eschach neben dem Hohlwegeinschnitt des in die Hangkante eingekerbten Sträßchen vom Dorf zu dessen Einzelhof Dietenhalden auf etwa 503 m ü. NHN in einem kleinen Wäldchen. Nach der kurzen Kerbe wendet sich das Sträßchen nach links ab und der Argenbach fließt von nun an mehr oder weniger stark gewunden nordostwärts den steilen Hang hinab, der zunächst mit Wiesen bedeckt ist, in denen linksseits unterhalb von Dietenhalden auch etliche Einzelbäume stehen.
Der teils steil in den Hang eingekerbte Bach entwickelt sich bis zu anderthalb Meter Breite, auf seinem Grund liegen teils Blöcke, anderswo hat er sandiges und zuweilen auch lehmiges Sediment. Etwa einen halben Kilometer nach dem Bachursprung mündet von rechts auf etwa 433 m ü. NHN ein zweiter, etwas kleinerer Oberlauf mit ähnlicher Charakteristik. Dieser entsteht an den Eschacher Stockäckern, die oberhalb der nahen Hangkante auslaufen. Am Zusammenfluss wechselt der Argenbach auf die Untergröninger Gemarkung über und tritt in ein teils recht breites Begleitwäldchen ein.
Im Wald fließt der Bach weiter nordostwärts, an steilen eingetieften Abschnitten stehen bis zu drei Meter hohe Sandsteinfelsen, anderswo gibt es Uferabbrüche, an den weniger eingetieften ist er stärker gewunden. Am Ufer begleiten meist Erlen den Bach, weiter entfernt stehen Nadelbäume. Er nimmt vom Unterhang einige kurze Quellabflüsse auf und fällt über kleine Abstürze in Gumpen.
Nach gut zwei Dritteln seines Weges wendet sich der Argenbach westlich-unterhalb des Kreisels auf der rechten Wasserscheide, von dem die Straße Kolonie zum Kochertalsporn mit dem Schloss Untergröningen nordwärts vorläuft, auf etwa nordnordwestlichen Lauf. Der weiterhin geschlungen in einem Wäldchen laufende Bach wird nun am rechten Unterhang von der Talsteige der L 1158 nach Untergröningen hinab begleitet. Vor der Lohmühle von Untergröningen lichtet sich das Talwäldchen. Nach ihr unterquert er die Straße zum Amselhöfle, wendet sich zuallerletzt in der Talaue des Kochers nach Nordwesten, unterquert sogleich noch die Waldmannshofer Straße (K 3245) und fließt dann auf etwa 348 m ü. NHN neben einigen neueren Gewerbebauten im Bereich des Untergröninger Endbahnhofs der Oberen Kochertalbahn von links in den oberen Kocher ein; hundert Meter aufwärts quert die Bahnbrücke den Fluss, gegenüber stehen neuere Gewerbebauten in den Herrenwiesen.
Der Argenbach mündet nach etwa 2,6 km langem Lauf mit mittlerem Sohlgefälle von etwa 60 ‰ rund 155 Höhenmeter unterhalb seines Ursprungs am Zufahrtsträßchen nach Dietenhalden.

### Einzugsgebiet
Der Argenbach hat ein etwa 1,8 km² großes Einzugsgebiet, das naturräumlich weit überwiegend zum Unterraum Sulzbacher Kochertal des Waldgebietes am Mittleren (!) Kocher in den Schwäbisch-Fränkischen Waldberge gehört, an das im Süden jenseits der oberen Kochertalhangkante der Nachbar-Unterraum Frickenhofer Höhe des Albuchvorlandes im Östlichen Albvorland angrenzt. Der höchste Punkt an der Südwestecke beim Eschacher Batschenhof erreicht etwa 523 m ü. NHN.
Auf dem erst sacht zum Kochertal sich einsenkenden Hochflächenanteil im Süden liegen meist Felder, unterhalb der Hangkante folgen dann am steileren Hang beidseits des Baches teilweise beweidete Wiesenflur und um ihn herum bald Wald, der stellenweise auch recht breit wird. Das obere Einzugsgebiet liegt in der Gemarkung der Gemeinde Eschach, dort liegen zum Teil innerhalb der Batschenhof und knapp unter der Hangkante und deshalb ganz innerhalb der Hof Dietenhalden. Ein winziger, ganz unbesiedelter Gebietszwickel auf der Hochebene nahe an deren Weiler Buchhof gehört auch zur Gemeinde Obergröningen.
In der übrigen, etwas über zwei Drittel des Gebietes am mittleren und unteren Hang bis zum Kocher hinab umfassenden Teilfläche, die zur Gemeindeteilgemarkung Untergröningen von Abtsgmünd gehört, stehen der Weiler Billingshalden oder Schweizerhof auf der linken Wasserscheide, der Weiler Burren etwas diesseits der rechten, die sich zum Sporn des Schloss Untergröningen hinausziehende Höhensiedlung Kolonie von Untergröningen auf der rechten und wenige Häuser, darunter die Lohmühle, am westlichen Ortsrand der Untergröninger Kochertalbesiedlung nahe der Mündung.
Reihum grenzen die Einzugsgebiete der folgenden Nachbargewässer an:
- Jenseits eines nur kurzen Stücks südlicher Wasserscheide entwässert auf der Frickenhofer Höhe der Fischbach über den Büttenbach und den Götzenbach zur Lein, die weit oberhalb des Argenbachs den Kocher erreicht;
- im Südwesten fließt der Eschbach durch Eschach zum Götzenbach;
- im Nordwesten verläuft die Wasserscheide gegen das Einzugsgebiet des nächstunteren linken Kocherzuflusses Öchsenbachs, der im unteren Bereich über seinen Zufluss Untere-Haube-Bach konkurriert;
- im Osten läuft jenseits des Schlossbergsporns ein kurzer Klingenbach aus dem Letten nunmehr etwas aufwärts des Argenbachs zum Kocher;
- im Südosten liegt das Quellgebiet des Suhbachs, der den Kocher etwas weiter aufwärts speist.

Das Einzugsgebiet liegt im Naturpark Schwäbisch-Fränkischer Wald.

### Zuflüsse und Seen
Liste der Zuflüsse von der Quelle zur Mündung. Gewässerlänge, Einzugsgebiet und Höhe nach den entsprechenden Layern auf der Onlinekarte der LUBW. Andere Quellen für die Angaben sind vermerkt.
Außer den hier aufgeführten Zuflüssen gibt es noch weitere sehr kurze und eher unbeständige Quellabflüsse vom Unterhang.
Ursprung des Argenbachs auf etwa 503 m ü. NHN im Hohlwegeinschnitt des Sträßchens von Eschach zum Hof Dietenhalden in die obere Hangkante des Kochertales.
- (Oberlauf von der Hangkante der Stockäcker), von rechts und Südosten auf etwa 433 m ü. NHN an der Gemarkungsgrenze Eschach/Untergröningen und dem Beginn des beidseits den Argenbach begleitenden Waldes, ca. 0,4 km[LUBW 6] und über 0,1 km². Entsteht auf knapp 500 m ü. NHN im Untergröninger Hangwald unterhalb der Hangkante der Eschacher Stockäcker.
- (Quellabfluss vom Rande des Weilers Burren), von rechts und Südosten auf etwa 377 m ü. NHN an der Argenbachquerung der Talsteige Billingshalden–Untergröningen, unter 0,2 km[LUBW 7] und über 0,1 km². Entspringt auf etwa 410 m ü. NHN nahe bei Burren.
- (Hangzufluss), von links und Südwesten auf etwa 419 m ü. NHN vor der Lohmühle, unter 0,2 km[LUBW 7] und unter 0,1 km². Entspringt auf etwa 400 m ü. NHN an Nordwestrand des Waldes Hofberg zum Amselhöfle zu.

Mündung des Argenbachs von links und zuallerletzt Südwesten auf ca. 348 m ü. NHN am westlichen Ortsrand von Untergröningen und gegenüber dem Gewerbegebiet in den Herrenwiesen in den oberen Kocher. Der Argenbach ist 2,6 km lang und hat ein ca. 1,8 km² großes Einzugsgebiet.

## Geologie
Auf dem noch zur Frickenhofer Höhe zählenden Saum der Hochfläche im Süden stehen untere Schichten des Schwarzen Juras an von der Obtususton-Formation bis hinab zur Psilonotenton-Formation, teilweise sind sie mit Lösssediment aus dem Quartär überlagert. Unter der Hangkante streicht ein Band von Knollenmergel (Trossingen-Formation) aus. Unterhalb dessen steht fast überall der Stubensandstein (Löwenstein-Formation) an, ausgenommen die schmale eigentliche Talrinne, in der kurz zuvor an den Talflanken die Oberen Bunten Mergel (Mainhardt-Formation) ausstreichen, ehe ab der Bachquerung der Straße von Billingshalden nach Untergröningen die Talrinne sich bis in den Kieselsandstein (Hassberge-Formation) eingetieft hat. Die Mündung liegt in den Unteren Bunten Mergeln (Steigerwald-Formation), die dort aber mit Auensand des Kochers überlagert sind.

## Tourismus
Ein mit rotem Kreuz markierter Wanderweg des Schwäbischen Albvereins von Adelmannsfelden über Untergröningen nach Frickenhofen quert nahe der Mündung den Bachlauf. Von ihm geht dort ein mit rotem Punkt markierter Wanderweg ab, der ungefähr auf der linken Wasserscheide die Frickenhofer Höhe erklimmt und dann über Eschach nach Heuchlingen weiterläuft.

### LUBW
Amtliche Online-Gewässerkarte mit passendem Ausschnitt und den hier benutzten Layern: Lauf und Einzugsgebiet des Argenbachs

Allgemeiner Einstieg ohne Voreinstellungen und Layer: Daten- und Kartendienst der Landesanstalt für Umwelt Baden-Württemberg (LUBW) (Hinweise)
1. 1 2 3 4  Höhe nach dem Höhenlinienbild auf dem Hintergrundlayer Topographische Karte.
2. 1 2 3  Länge nach dem Layer Gewässernetz (AWGN).
3. 1 2  Einzugsgebiet abgemessen auf dem Hintergrundlayer Topographische Karte.
4. ↑  Natur teilweise nach dem Layer Geschützte Biotope.
5. ↑  Schutzgebiet nach dem einschlägigen Layer.
6. ↑  Länge abgemessen nach dem Biotopzuschnitt auf dem Layer Geschützte Biotope.
7. 1 2  Länge abgemessen auf dem Hintergrundlayer Topographische Karte.

### Andere Belege
1. ↑  Abfluss-BW - Daten und Karten
2. ↑  Hansjörg Dongus: Geographische Landesaufnahme: Die naturräumlichen Einheiten auf Blatt 171 Göppingen. Bundesanstalt für Landeskunde, Bad Godesberg 1961. → Online-Karte (PDF; 4,3 MB)
3. ↑  Geologie nach den Layern zu Geologische Karte 1:50.000 auf: Mapserver des Landesamtes für Geologie, Rohstoffe und Bergbau (LGRB) (Hinweise)